# روبرت س. فانس
روبرت س. فانس (بالإنجليزية: Robert C. Vance)‏ هو ناشر أمريكي، ولد في 21 فبراير 1894، وتوفي في 4 نوفمبر 1959.